# Fragmento cristalizable

Un anticuerpo digerido por papaína produce tres fragmentos, dos fragmentos Fab y un fragmento Fc.

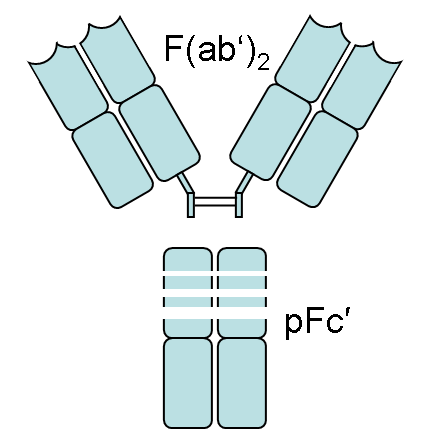
Un anticuerpo digerido por pepsina produce dos fragmentos: un fragmento F (ab')_{2} y un fragmento pFc'

El fragmento cristalizable (región Fc) es la región de la cola de un anticuerpo que interactúa con los receptores de la superficie celular llamados receptores Fc y algunas proteínas del sistema del complemento. Esta propiedad permite que los anticuerpos activen el sistema inmunológico. 

En los isotipos de anticuerpos IgG, IgA e IgD, la región Fc está compuesta por dos fragmentos de proteínas idénticos, derivados de los dominios proteicos constantes segundo y tercero de las dos cadenas pesadas del anticuerpo; las regiones Fc de IgM e IgE contienen tres dominios constantes de cadena pesada (dominios CH 2-4) en cada cadena polipeptídica. Las regiones Fc de las IgG tienen un sitio de N-glicosilación altamente conservado. La glicosilación del fragmento Fc es esencial para la actividad mediada por el receptor Fc. Los N-glicanos unidos a este sitio son predominantemente estructuras diantenarias núcleo-fucosiladas de tipo complejo. Además, pequeñas cantidades de estos N-glicanos también contienen residuos de ácido siálico ligados a GlcNAc y α-2,6.
La otra parte de un anticuerpo, llamada región Fab, contiene secciones variables que definen el objetivo específico que el anticuerpo puede unir. En contraste, la región Fc de todos los anticuerpos en una clase es la misma para cada especie; son constantes en lugar de variables. La región Fc, por lo tanto, a veces se denomina incorrectamente "región constante del fragmento". 
Fc se une a varios receptores celulares y proteínas del complemento . De esta manera, media diferentes efectos fisiológicos de los anticuerpos (detección de partículas opsonizadas, lisis celular, desgranulación de mastocitos, basófilos y eosinófilos y otros procesos).

## Fragmentos de Fc dirigidos
En un nuevo desarrollo en el campo de la terapéutica basada en anticuerpos, la región Fc de las inmunoglobulinas ha sido diseñada para contener un sitio de unión a antígeno. Este tipo de fragmento de unión a antígeno se llama Fcab. Los fragmentos Fcab pueden insertarse en una inmunoglobulina completa intercambiando la región Fc, obteniendo así un anticuerpo biespecífico (con regiones tanto Fab como Fcab que contienen distintos sitios de unión). Estos anticuerpos monoclonales biespecíficos a veces se denominan mAb2.